# Torreira
Torreira (São Paio da Torreira) es una freguesia portuguesa del concelho de Murtosa, con 32,09 km² de superficie y 2495 habitantes (2001). Su densidad de población es de 77,8 hab/km².